# Kieran Trippier
Kieran John Trippier (/ˈtrɪpjər/; sinh ngày 19 tháng 9 năm 1990) là một cầu thủ bóng đá chuyên nghiệp người Anh hiện đang thi đấu ở vị trí hậu vệ phải cho câu lạc bộ Premier League Newcastle United.
Trippier là sản phẩm của học viện Manchester City nhưng không có cơ hội thi đấu cho đội một. Anh từng được cho mượn tại Barnsley và Burnley trước khi chính thức trở thành cầu thủ của Burnley vào năm 2012 và cùng đội bóng này thăng hạng Premier League vào năm 2014. Tháng 6 năm 2015, Trippier chuyển đến Tottenham Hotspur. Tháng 7 năm 2019, anh chia tay Tottenham để cập bến Atlético Madrid.
Trippier từng là thành viên của các đội trẻ Anh cấp độ U-18 đến U-21. Anh có trận đấu đầu tiên cho đội tuyển Anh vào tháng 6 năm 2017 và tham dự hai giải đấu lớn trong sự nghiệp là FIFA World Cup 2018 và UEFA Euro 2020.

## Đầu đời
Trippier sinh ra ở Bury, Đại Manchester, với Chris Trippier và Eleanor Lomax. Anh ấy có ba anh em trai, Chris, Curtis và Kelvin. Anh lớn lên ở Summerseat ở Ramsbottom, Greater Manchester và theo học tại trường tiểu học Holcombe Brook cho đến năm 2002, sau đó là trường trung học Woodhey, nơi anh học trong 5 năm và kết thúc năm 2007. Anh chơi bóng trong trường. và giúp họ giành được Bury Cup hai lần và Greater Manchester Trophy một lần. Gia đình anh ấy là người hâm mộ Manchester United, và mặc dù anh ấy đã được United chiêu mộ khi mới 8 tuổi, anh ấy đã chọn gia nhập học viện của Manchester City vì anh ấy biết một vài người bạn ở đó và đó là địa phương đối với anh ấy.

## Sự nghiệp câu lạc bộ

### Đội trẻ Manchester City
Trong mùa bóng 2007-08, Trippier giành chức vô địch FA Youth Cup cùng với đội trẻ của Manchester City.

### Barnsley
Tháng 2 năm 2010, anh được đem cho câu lạc bộ đang thi đấu tại Championship là Barnsley mượn trong vòng một tháng. Anh có ba trận được ra sân trước khi bị chấn thương và phải quay về Manchester City. Tháng 8 năm 2010, anh được cho Barnsley mượn lần hai. Ngày 22 tháng 2 năm 2011, anh có bàn thắng đầu tiên cho Barnsley trong trận hòa 3–3 với Leeds United bằng một quả đá phạt. Bàn thắng thứ hai của anh trong mùa giải tiếp tục là một quả đá phạt và lần này giúp Barnsley cầm hòa Doncaster Rovers 2-2.
Trong mùa giải 2010-11, anh có 41 lần ra sân cho Barnsley và được bầu chọn là Cầu thủ trẻ xuất sắc nhất mùa giải của câu lạc bộ này.

### Burnley
Vào tháng 7 năm 2011, Trippier đến Burnley thi đấu tại Championship theo hợp đồng cho mượn một năm. Ngày 6 tháng 8 năm 2011, anh có trận đấu đầu tiên cho Burnley trong trận hòa 2-2 với Watford. Ngày 20 tháng 9, anh có pha lập công đầu tiên cho Burnley từ khả năng đá phạt của mình và đưa Burnley vào vòng 16 đội Football League Cup sau trận thắng 2-1 trước Milton Keynes Dons. Bàn thắng đầu tiên của anh tại Championship là pha lập công duy nhất của trận đấu giữa Burnley và Brighton & Hove Albion ngày 17 tháng 12.

### Tottenham Hotspur

#### Mùa giải 2015–16
Vào ngày 19 tháng 6 năm 2015, Trippier ký hợp đồng với câu lạc bộ Premier League Tottenham Hotspur với mức giá 3,5 triệu bảng Anh, sau khi vượt qua cuộc kiểm tra y tế thành công, trở thành bản hợp đồng thứ hai của câu lạc bộ trong mùa hè. Trippier dự kiến sẽ cạnh tranh với Kyle Walker ở vị trí hậu vệ phải dưới thời huấn luyện viên Mauricio Pochettino, và anh ấy đã không ra sân ngay từ đầu cho Tottenham trước Giáng sinh vì anh ấy đã được thả vào đội. Vào ngày 6 tháng 2 năm 2016, anh ghi bàn thắng đầu tiên cho Tottenham, sau đường chuyền của Dele Alli, đây chính là bàn thắng ấn định chiến thắng 1–0 trước Watford. Trippier đã xuất hiện trong sáu trận đấu cho Tottenham trong mùa giải Premier League, có năm trận đá chính khi Walker thể hiện phong độ tốt nhất của anh ấy trong những năm gần đây.  Tuy nhiên, Trippier đã chơi mỗi phút trong chiến dịch Europa League của Tottenham lọt vào vòng 16 đội.

#### Mùa giải 2016–17
Bất chấp những tin đồn về việc chuyển đến Southampton, Trippier khẳng định anh "thực sự hạnh phúc ở câu lạc bộ" và rằng anh "không nghĩ đến việc rời đi". Trippier có trận ra mắt Champions League trong trận đấu ở Vòng bảng gặp CSKA Moscow vào ngày 27 tháng 9 năm 2016. Anh ấy thi đấu tốt ở vị trí hậu vệ phải để thay thế cho Kyle Walker bị chấn thương trong mùa giải 2016–17, và đã có lần đầu tiên được gọi vào đội tuyển quốc gia Anh.

#### Mùa giải 2017–18

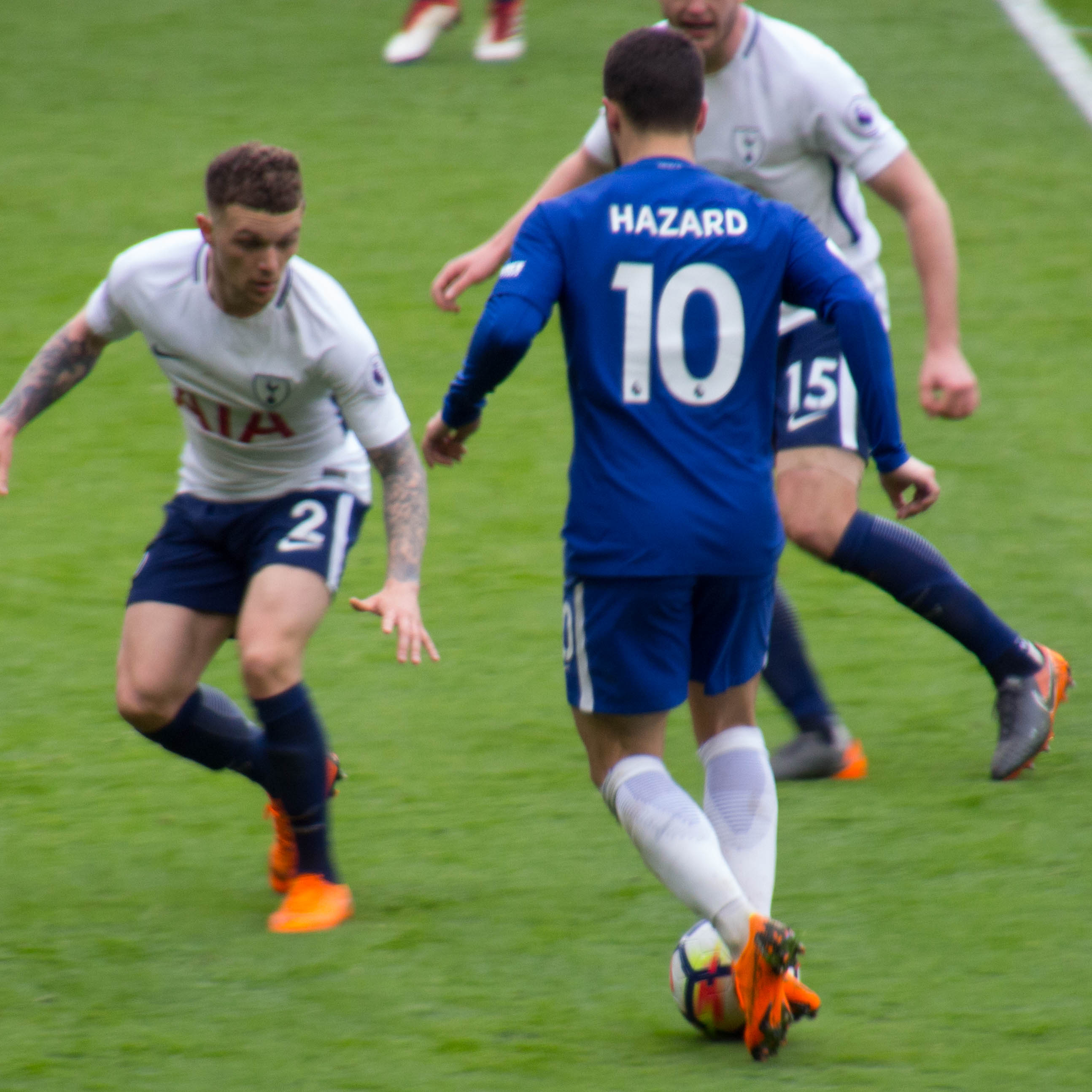
Tripper (trái) chơi cho Tottenham Hotspur năm 2018.

Vào ngày 30 tháng 6 năm 2017, Trippier đã đồng ý một hợp đồng mới có thời hạn 5 năm, cam kết gắn bó với câu lạc bộ đến năm 2022. Vì Walker đã chuyển đến Manchester City vào mùa hè, nên Trippier đã trở thành sự lựa chọn thường xuyên trong đội hình xuất phát của Spurs. Trong mùa giải 2017–18 , mặc dù anh đã bỏ lỡ trận đấu mở màn của mùa giải do chấn thương trong trận giao hữu trước mùa giải với Juventus mà Spurs đã giành chiến thắng 2-1. Tuy nhiên, một bản hợp đồng mới cho Tottenham mùa này, Serge Aurier, vào tháng 9 có nghĩa là anh và Aurier thường xuyên luân chuyển ở vị trí hậu vệ phải.  Anh ấy đã gây ấn tượng với màn trình diễn của mình trong mùa giải, đặc biệt là trong trận đấu trên sân nhà UEFA Champions League với Real Madrid vào ngày 1 tháng 11 năm 2017, mà Spurs đã thắng 3-1. 

#### Mùa giải 2018–19
Trippier có trận đấu đầu tiên ở mùa giải 2018–19 trong trận đấu với Fulham và ghi bàn thắng đầu tiên trong mùa giải từ một quả đá phạt trực tiếp. Tuy nhiên, người ta cho rằng anh đã có một mùa giải đáng thất vọng, sau khi dính một loạt chấn thương nhẹ, cũng như phạm một số lỗi phòng ngự. Trong một trận đấu với đối thủ Chelsea, anh đá phản lưới nhà, trong nỗ lực chuyền bóng cho thủ môn Hugo Lloris. Bàn thắng của anh đã nâng tỷ số lên 2–0 cho Chelsea, đây cũng là kết quả cuối cùng của trận đấu. Anh rời Tottenham vào cuối mùa giải, đã có 114 lần ra sân cho câu lạc bộ trên mọi đấu trường.

### Atletico Madrid

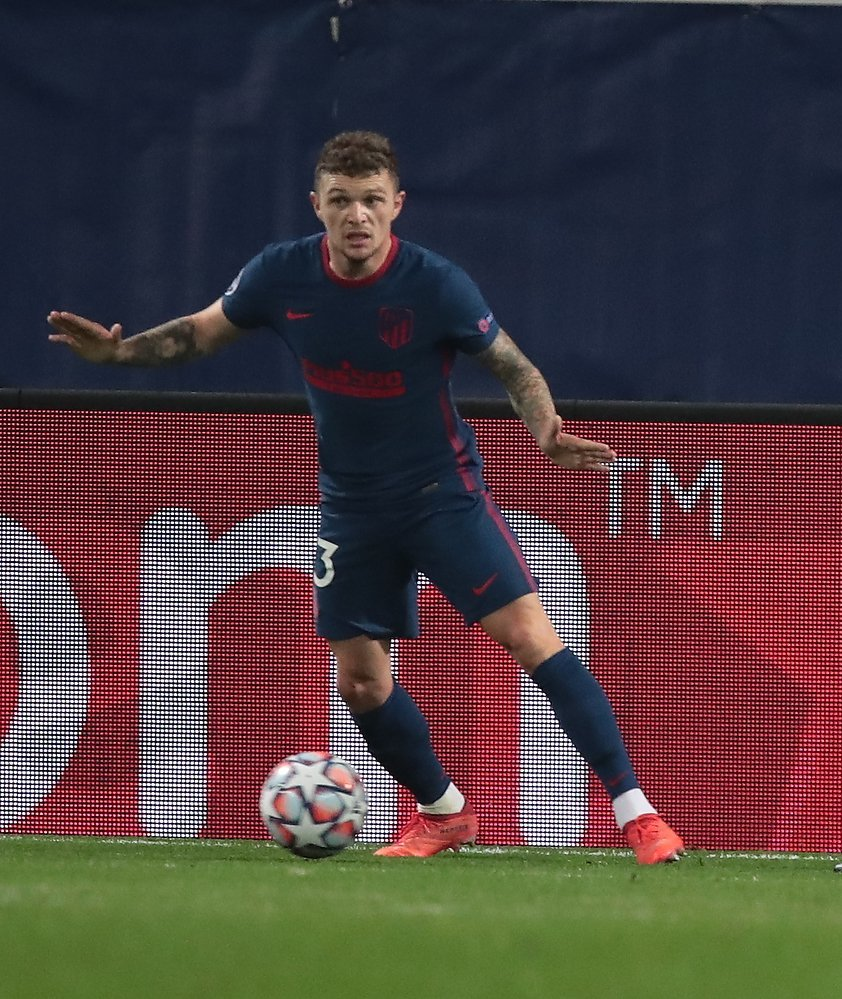
Trippier chơi cho Atlético Madrid năm 2020.

Trippier đã ký hợp đồng với câu lạc bộ La Liga Atlético Madrid vào ngày 17 tháng 7 năm 2019 theo hợp đồng 3 năm, với mức phí 20 triệu bảng Anh, cộng với các điều khoản bổ sung. Anh trở thành cầu thủ người Anh đầu tiên của Atlético sau 95 năm. Trong trận ra mắt vào ngày 18 tháng 8 trong trận mở màn La Liga với Getafe, anh đã giúp đội giành chiến thắng 1–0 trên sân nhà bằng cách kiến tạo cho Álvaro Morata ghi bàn. Vào tháng 12 năm 2020, Trippier bị cấm thi đấu bóng đá trên toàn thế giới 10 tuần và bị phạt 70.000 bảng Anh vì bốn lần vi phạm các quy tắc cá cược của Hiệp hội bóng đá Anh sau khi anh ta được cho là đã chuyển thông tin về việc chuyển tiền của mình cho bạn bè, những người sau đó đã đặt cược vào việc chuyển tiền của anh ta. Lệnh cấm đã bị FIFA đình chỉ, đã bác bỏ kháng cáo của mình, cho đến khi vụ việc được Tòa án Trọng tài Thể thao (CAS) quyết định. CAS từ chối đơn kháng cáo, và Trippier ngồi ngoài vì lệnh cấm thi đấu cho đến khi anh trở lại đội cho trận Derby Madrid với Real Madrid vào ngày 7 tháng 3 năm 2021, kết thúc với tỷ số hòa 1-1. 
Vào cuối mùa giải 2020–21, Trippier giành được danh hiệu lớn đầu tiên khi Atlético giành chức vô địch La Liga trong trận đấu cuối cùng của mùa giải.

### Newcastle United
Vào ngày 7 tháng 1 năm 2022,Trippier chuyển đến Newcastle United với mức phí chuyển nhượng 12 triệu bảng,hợp đồng của anh sẽ kéo dài đến mùa hè năm 2023.

## Sự nghiệp quốc tế

### Cấp độ trẻ
Trippier được gọi vào đội tuyển U-18 Anh lần đầu tiên vào tháng 11 năm 2007 và được vào sân trong trận giao hữu với U-18 Ghana. Anh là thành viên đội U-19 Anh tham dự Giải vô địch bóng đá U-19 châu Âu 2009 đạt chức á quân, sau khi thua chủ nhà U-19 Ukraine trong trận chung kết. Một tháng sau đó, anh tham dự Giải vô địch bóng đá U-20 thế giới 2009, nơi U-20 Anh bị loại sau vòng bảng.

### Đội tuyển quốc gia
Trippier được triệu tập Đội tuyển bóng đá quốc gia Anh lần đầu tiên để chuẩn bị cho trận đấu tại vòng loại World Cup 2018 với Scotland vào ngày 10 tháng 6 năm 2017 và trận giao hữu với Pháp ngày 13 tháng 6. Anh có trận đấu ra mắt đội tuyển trong trận thua Pháp 3-2.

#### World Cup 2018

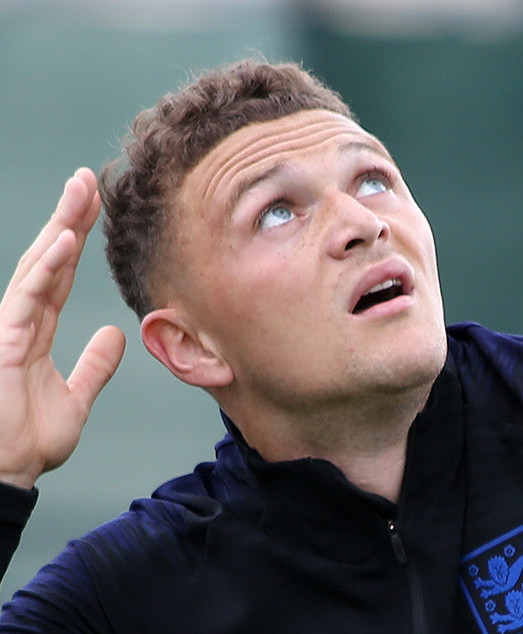
Trippier tập luyện với Anh tại FIFA World Cup 2018.

Tháng 5 năm 2018, huấn luyện viên Southgate đã đưa Trippier vào danh sách chính thức 23 cầu thủ Anh tham dự FIFA World Cup 2018 tại Nga. Trong trận mở màn của đội tuyển Anh tại vòng bảng với Tunisia, bàn thắng ấn định chiến thắng 2-1 của tiền đạo Harry Kane xuất phát từ cú đá phạt góc của Trippier. Trippier còn tạo ra 6 cơ hội ghi bàn cho đồng đội trong trận đấu, thành tích cao nhất tính đến thời điểm đó của World Cup. Trong trận đấu thứ hai với Panama, cũng xuất phát từ quả phạt góc của Trippier, trung vệ John Stones đã mở tỉ số trận đấu.
Ở trận bán kết với Croatia ngày 11 tháng 7, anh là người mở tỉ số trận đấu với cú sút phạt theo quỹ đạo trái chuối ở khoảng cách chừng 20 mét. Kể từ sau World Cup 1966, đội tuyển Anh mới có hai cầu thủ đá phạt thành bàn ở World Cup là David Beckham và Trippier. Ngoài ra, bàn thắng được Trippier ghi ở 4 phút 44 giây được ghi nhận là bàn thắng nhanh nhất trong một trận bán kết World Cup. Tuy nhiên chung cuộc đội tuyển Anh đã để thua ngược 1-2 và Trippier bị chấn thương ở hiệp phụ khi tuyển Anh đã hết quyền thay người nên đội bóng buộc phải chơi với 10 người. Đội tuyển Anh sau đó kết thúc giải với vị trí thứ tư chung cuộc.

#### Euro 2020
Vào ngày 1 tháng 6 năm 2021, Trippier có tên trong đội hình 26 cầu thủ tham dự UEFA Euro 2020 được lên lịch lại. Tại Euro 2020, anh và các đồng đội lần đầu tiên lọt vào trận chung kết và chịu thất thủ trước Ý 3-2 trên chấm luân lưu (cả 2 đội hòa nhau 1-1 sau 120 phút), qua đó giành vị trí á quân chung cuộc.

## Thống kê sự nghiệp

### Câu lạc bộ
Tính đến ngày 19 tháng 5 năm 2024.
| Câu lạc bộ          | Mùa giải            | Giải vô địch        | Giải vô địch | Giải vô địch | Cúp quốc gia | Cúp quốc gia | Cúp liên đoàn | Cúp liên đoàn | Châu Âu | Châu Âu | Khác | Khác | Tổng cộng | Tổng cộng |
| Câu lạc bộ          | Mùa giải            | Hạng                | Trận         | Bàn          | Trận         | Bàn          | Trận          | Bàn           | Trận    | Bàn     | Trận | Bàn  | Trận      | Bàn       |
| ------------------- | ------------------- | ------------------- | ------------ | ------------ | ------------ | ------------ | ------------- | ------------- | ------- | ------- | ---- | ---- | --------- | --------- |
| Manchester City     | 2009–10             | Premier League      | 0            | 0            | 0            | 0            | 0             | 0             | —       | —       | —    | —    | 0         | 0         |
| Manchester City     | 2010–11             | Premier League      | 0            | 0            | —            | —            | —             | —             | —       | —       | —    | —    | 0         | 0         |
| Manchester City     | Tổng cộng           | Tổng cộng           | 0            | 0            | 0            | 0            | 0             | 0             | —       | —       | —    | —    | 0         | 0         |
| Barnsley (mượn)     | 2009–10             | EFL Championship    | 3            | 0            | —            | —            | —             | —             | —       | —       | —    | —    | 3         | 0         |
| Barnsley (mượn)     | 2010–11             | EFL Championship    | 39           | 2            | 1            | 0            | 1             | 0             | —       | —       | —    | —    | 41        | 2         |
| Barnsley (mượn)     | Tổng cộng           | Tổng cộng           | 42           | 2            | 1            | 0            | 1             | 0             | —       | —       | —    | —    | 44        | 2         |
| Burnley             | 2011–12             | EFL Championship    | 46           | 3            | 0            | 0            | 4             | 1             | —       | —       | —    | —    | 50        | 4         |
| Burnley             | 2012–13             | EFL Championship    | 45           | 0            | 1            | 0            | 2             | 0             | —       | —       | —    | —    | 48        | 0         |
| Burnley             | 2013–14             | EFL Championship    | 41           | 2            | 1            | 0            | 4             | 1             | —       | —       | —    | —    | 46        | 3         |
| Burnley             | 2014–15             | Premier League      | 38           | 0            | 2            | 0            | 1             | 0             | —       | —       | —    | —    | 41        | 0         |
| Burnley             | Tổng cộng           | Tổng cộng           | 170          | 5            | 4            | 0            | 11            | 2             | —       | —       | —    | —    | 185       | 7         |
| Tottenham Hotspur   | 2015–16             | Premier League      | 6            | 1            | 2            | 0            | 1             | 0             | 10      | 0       | —    | —    | 19        | 1         |
| Tottenham Hotspur   | 2016–17             | Premier League      | 12           | 0            | 5            | 0            | 2             | 0             | 3       | 0       | —    | —    | 22        | 0         |
| Tottenham Hotspur   | 2017–18             | Premier League      | 24           | 0            | 6            | 0            | 2             | 0             | 3       | 0       | —    | —    | 35        | 0         |
| Tottenham Hotspur   | 2018–19             | Premier League      | 27           | 1            | 1            | 0            | 2             | 0             | 8       | 0       | —    | —    | 38        | 1         |
| Tottenham Hotspur   | Tổng cộng           | Tổng cộng           | 69           | 2            | 14           | 0            | 7             | 0             | 24      | 0       | —    | —    | 114       | 2         |
| Atlético Madrid     | 2019–20             | La Liga             | 25           | 0            | 0            | 0            | —             | —             | 6       | 0       | 2    | 0    | 33        | 0         |
| Atlético Madrid     | 2020–21             | La Liga             | 28           | 0            | 0            | 0            | —             | —             | 7       | 0       | —    | —    | 35        | 0         |
| Atlético Madrid     | 2021–22             | La Liga             | 15           | 0            | 0            | 0            | —             | —             | 3       | 0       | —    | —    | 18        | 0         |
| Atlético Madrid     | Tổng cộng           | Tổng cộng           | 68           | 0            | 0            | 0            | —             | —             | 16      | 0       | 2    | 0    | 86        | 0         |
| Newcastle United    | 2021–22             | Premier League      | 6            | 2            | 1            | 0            | —             | —             | —       | —       | —    | —    | 7         | 2         |
| Newcastle United    | 2022–23             | Premier League      | 38           | 1            | 1            | 0            | 7             | 0             | —       | —       | —    | —    | 46        | 1         |
| Newcastle United    | 2023–24             | Premier League      | 28           | 1            | 3            | 0            | 2             | 0             | 6       | 0       | —    | —    | 39        | 1         |
| Newcastle United    | Tổng cộng           | Tổng cộng           | 72           | 4            | 5            | 0            | 9             | 0             | 6       | 0       | —    | —    | 92        | 4         |
| Tổng cộng sự nghiệp | Tổng cộng sự nghiệp | Tổng cộng sự nghiệp | 421          | 13           | 24           | 0            | 27            | 2             | 46      | 0       | 2    | 0    | 521       | 15        |

### Quốc tế
Tính đến ngày 14 tháng 7 năm 2024.
| Đội tuyển quốc gia | Năm       | Trận | Bàn |
| ------------------ | --------- | ---- | --- |
| Anh                | 2017      | 3    | 0   |
| Anh                | 2018      | 13   | 1   |
| Anh                | 2019      | 3    | 0   |
| Anh                | 2020      | 6    | 0   |
| Anh                | 2021      | 10   | 0   |
| Anh                | 2022      | 2    | 0   |
| Anh                | 2023      | 6    | 0   |
| Anh                | 2024      | 8    | 0   |
| Tổng cộng          | Tổng cộng | 54   | 1   |

### Bàn thắng quốc tế
Tính đến ngày 11 tháng 7 năm 2018
| # | Ngày                | Địa điểm                           | Đối thủ | Bàn thắng | Kết quả | Giải đấu            |
| - | ------------------- | ---------------------------------- | ------- | --------- | ------- | ------------------- |
| 1 | 11 tháng 7 năm 2018 | Sân vận động Luzhniki, Moscow, Nga | Croatia | 1–0       | 1–2     | FIFA World Cup 2018 |

## Danh hiệu

### Câu lạc bộ

#### Đội trẻ Manchester City
- FA Youth Cup: 2007–08

#### Burnley
- Football League Championship: Á quân 2013–14 (thăng hạng)

#### Tottenham Hotspur
- UEFA Champions League: Á quân 2018–19

#### Atlético Madrid
- La Liga: 2020–21

### Quốc tế
- UEFA Euro: Á quân 2020, 2024

### Cá nhân
- Cầu thủ trẻ xuất sắc nhất năm Barnsley: 2010–11
- Cầu thủ xuất sắc nhất năm Burnley: 2011–12
- Đội hình tiêu biểu của PFA: 2012–13 Championship,[22] 2013–14 Championship[23]